# Pothyne ochreovittipennis
Pothyne ochreovittipennis är en skalbaggsart som beskrevs av Stefan von Breuning 1968. Pothyne ochreovittipennis ingår i släktet Pothyne och familjen långhorningar.
Artens utbredningsområde är Laos. Inga underarter finns listade i Catalogue of Life.